# بورمیدا (رود)
بورمیدا (به ایتالیایی: Bormida) یک رود در شمال غربی ایتالیا می‌باشد. این رود از لیگوریا با نام بورمیدا دی میلسیمو شروع به حرکت می‌کند و از پیمونت عبور کرده و پس از ادغام با بورمیدا دی اسپینیو در نزدیکی بیستاگنو، به رود تانارو که یکی از سرشاخه‌های اصلی آن می‌باشد، متصل می‌شود و در شمال شرقی آلساندریا واقع شده است.